# Museo archeologico della Val Tidone
Il museo archeologico della Val Tidone è un museo archeologico con sede a Pianello Val Tidone, in provincia di Piacenza.
È composto da tre sale situate nei sotterranei della rocca municipale di Pianello Val Tidone e raccoglie tutto il materiale di interesse archeologico e storico ritrovato nel bacino della val Tidone.

## Storia
Il museo è nato nell'aprile del 1999 dalla collaborazione tra la Soprintendenza ai beni Archeologici dell'Emilia-Romagna, il gruppo dei volontari dell'associazione Pandora e l'amministrazione comunale di Pianello Val Tidone, che negli anni precedenti aveva provveduto a restaurare i locali della rocca municipale per adibirli allo scopo. Il museo è nato con l'obiettivo di conservare i reperti archeologici provenienti dal sito della piana di San Martino, zona archeologica situata nel territorio comunale di Pianello dove le prime campagne di scavo, curate dall'associazione Pandora erano iniziate nel 1991.
Nel 2009 il museo ha ottenuto il riconoscimento come museo di qualità da parte della regione Emilia-Romagna, riconoscimento al quale si è aggiunta, nel marzo 2010, la certificazione di Museo di Qualità della Regione Emilia-Romagna valida per il triennio 2010-2012.
Nel 2013 il museo è stato ampliato con l'aggiunta di nuove vetrine che hanno permesso l'esposizione di nuovi reperti provenienti da tutta la val Tidone.
Tra il 2020 e il 2021 il museo fu sottoposto a una serie di lavori che interessarono in prima battuta la risistemazione operata da parte dell'amministrazione comunale pianellese dei locali, mentre in seconda battuta furono rinnovati gli allestimenti e l'illuminazione delle sale con l'esposizione di circa trecento reperti ritrovati nell'area valtidonese e in precedenza stoccati all'interno di un magazzino.

## Percorso museale
Il percorso museale si compone di tre stanze, ognuna delle quali caratterizzata da uno o più diversi colori a seconda dell'epoca di provenienza dei reperti, utilizzati come sfondo dei pannelli esplicativi e nelle tavolette che sostengono i reperti esposti.

### Prima sala
La prima sala del museo, caratterizzata dal colore grigio, oltre a svolgere la funzione di ingresso e di accoglienza per i visitatori, contiene una serie di fossili atti a illustrare i processi di formazione geologica che hanno caratterizzato il territorio della valle, la stele di Valeria Nardis, una stele funebre risalente alla seconda parte del I secolo ritrovata nei pressi del centro abitato di Pianello, nonché altro materiale, frutto di donazioni, non proveniente dal territorio provinciale.

### Seconda sala
La seconda sala si caratterizza per il colore azzurro e si concentra sulla preistoria e sulla protostoria coprendo un arco di tempo che va dai primi anni del Neolitico fino all'età del ferro.
I reperti più antichi, risalenti al VI millennio a.C., sono lame realizzate in selce e bulini, sono presenti, poi, vasi a bocca quadrata risalenti al V millennio a.C. i quali sono stati ritrovati in grande numero in tutta la provincia di Piacenza, val Tidone compresa. Il periodo compreso tra l'età del bronzo e l'età del ferro è rappresentato dai reperti, perlopiù in materiale ceramico, provenienti dal sito archeologico della piana di San Martino.

### Terza sala

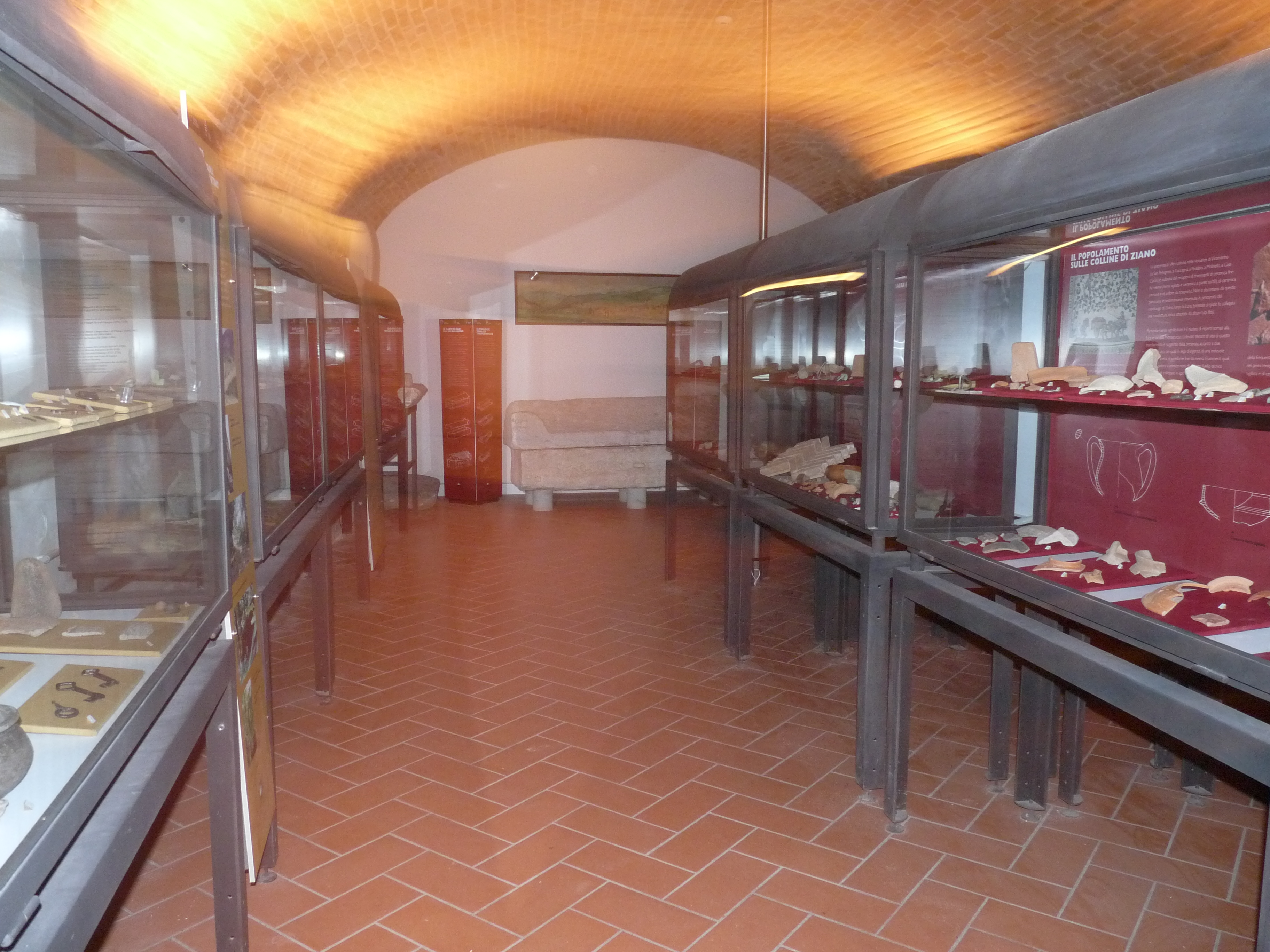
L'interno della terza sala

La terza sala ospita reperti risalenti all'epoca romana (colore rosso) e tardoantica (colore giallo), epoche caratterizzate da una forte presenza umana nella vallata, in special modo nei pressi dei primi rilievi collinari, dove sono state condotte diverse campagne di scavo tra la fine del XX secolo e i primi anni del XXI secolo.
Dagli scavi condotti nel vicus di Pianello, dove è stato ritrovato un insediamento abitativo attivo tra il I secolo a.C. e il I secolo d.C. provengono oggetti della vita di tutti i giorni come vetri e vasi, nonché diverse anfore, a testimonianza di una vocazione commerciale. Limitrofo a questo insediamento era una necropoli, dalla quale proviene la stele conservata nella sala d'ingresso e dove sono stati ritrovati i resti di una sepoltura a incinerazione. Da un'altra sepoltura, risalente al II secolo a.C. e ritrovata a Ganaghello, frazione di Castel San Giovanni, proviene un corredo funebre composto da ceramiche, oggetti in osso e balsami.
Dalla zona della frazione pianellese di Arcello, provengono diversi resti di una villa rustica che fu abitata fino al V secolo d.C. ed era, probabilmente, dotata di un impianto termale; tra essi spiccano frammenti di intonaco e di mosaico, a testimoniare la ricchezza della villa.
É, poi, presente un sarcofago a doppio spiovente, realizzato in calcare rosso di Verona, ritrovato a Vicomarino di Ziano Piacentino e databile al IV-V secolo d.C. e utilizzato solitamente per l'inumazione di personaggi di spicco della comunità il cui cartiglio indicante il nome del defunto non risulta, tuttavia, leggibile.
L'età tardoantica e altomedievale è testimoniata da una serie di reperti bronzei provenienti da Trevozzo, frazione del comune di Alta Val Tidone e dalla piana di San Martino dove sono stati ritrovati i resti di una chiesa e di un edificio fortificato risalenti a quest'epoca.